# Saint-Pierre-la-Cour
Saint-Pierre-la-Cour là một xã của tỉnh Mayenne, thuộc vùng Pays de la Loire, tây bắc nước Pháp.